# Cachoeira (Bahia)
Cachoeira is een gemeente in de Braziliaanse deelstaat Bahia. De gemeente telt 33.782 inwoners (schatting 2009).

## Aangrenzende gemeenten
São Félix ligt aan de overkant van de rivier de Paraguaçu. Ook nabije gemeentes zijn Conceição da Feira, Santo Amaro, Saubara, Maragogipe, Governador Mangabeira, en Muritiba.